# Liste der Biografien/R
Liste der Biografien |
Portal Biografien |
Personensuche
# |
A |
B |
C |
D |
E |
F |
G |
H |
I |
J |
K |
L |
M |
N |
O |
P |
Q |
R |
S |
T |
U |
V |
W |
X |
Y |
Z |
?
 
Ra |
Rb |
Rd |
Re |
Rh |
Ri |
Rj |
Rk |
Rl |
Rm |
Rn |
Ro |
Rr |
Rs |
Rt |
Ru |
Rv |
Rw |
Rx |
Ry |
Rz
Die Liste der Biografien führt alle Personen auf, die in der deutschsprachigen Wikipedia einen Artikel haben. Dieses ist eine Teilliste mit 8 Einträgen von Personen, deren Namen mit dem Buchstaben „R“ beginnt.

## R
- R, Tal (* 1967), dänischer Künstler
- R. A. the Rugged Man, US-amerikanischer Rapper
- R. J. (* 1991), US-amerikanischer Sänger
- R., AnNa (* 1969), deutsche Sängerin und Texterin der Gruppe RosenstolzAnNa R. (* 1969)

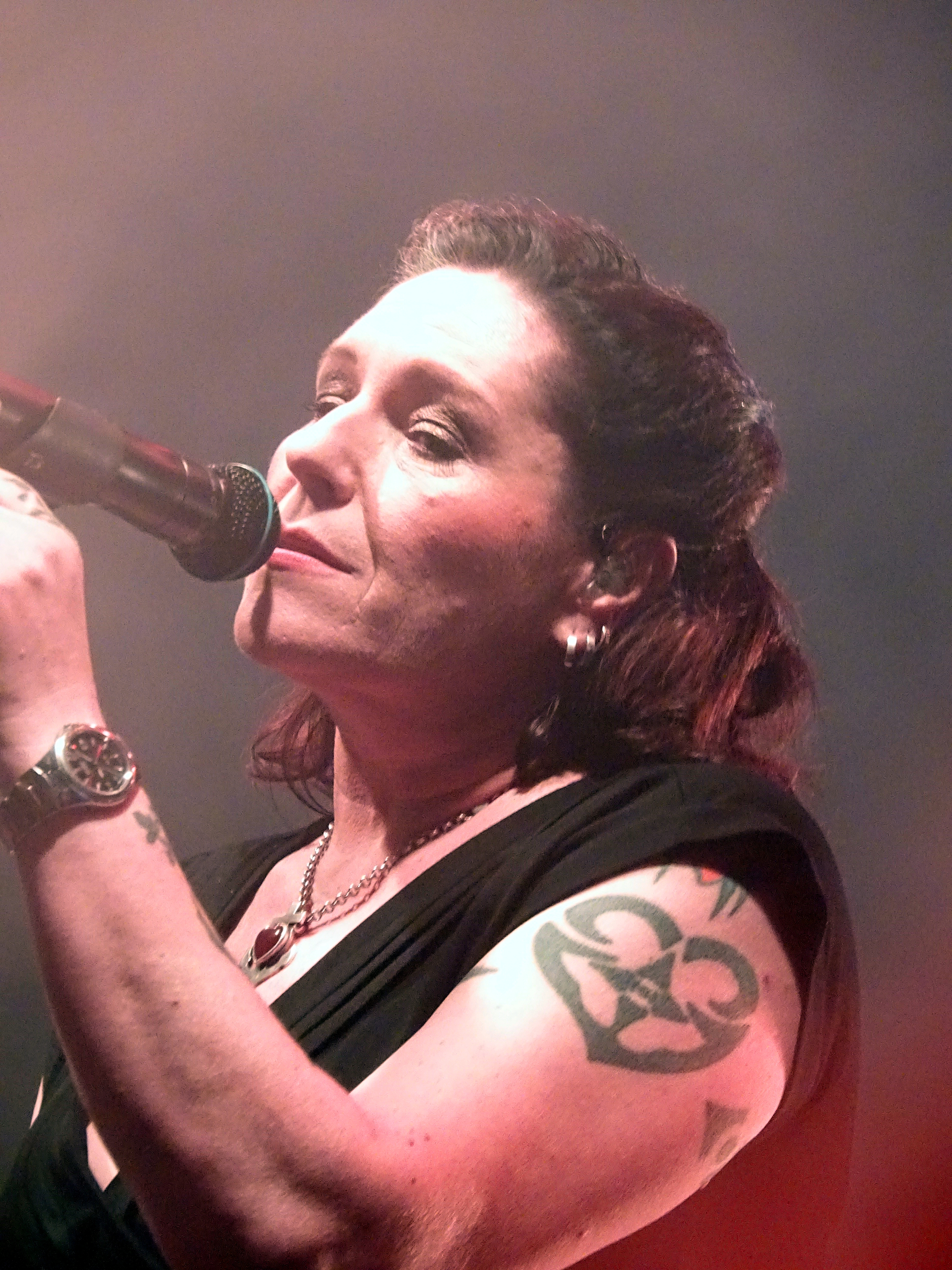
AnNa R. (* 1969)

- R., Viktor (* 1941), deutscher Künstler
- R.E.A.L (* 1983), deutscher Gospel-Rapper, Unternehmer und Autor
- R.E.U.B. (* 1980), ghanaischer Rapper und Hip-Hop-Produzent
- R3hab (* 1986), niederländischer DJ und Produzent